# 閹馬
閹馬又稱為騸馬也作扇馬，指去勢過的牡馬。
古代常會將戰馬給去勢，因為去勢過的馬個性較為穩定、安靜，也不會因為發情而干擾作戰。於遊牧民族的社會，為了管制馬的總數量也會將少數種馬以外的牡馬全部去勢。非育馬地區的競賽馬匹也常會去勢。